# Hubert Gaisbauer
Hubert Gaisbauer (* 22. Jänner  1939 in Linz) ist ein österreichischer Autor und Hörfunkabteilungsleiter.

## Leben
Hubert Gaisbauer verbrachte seine Kindheit in Hagenberg im Mühlkreis und besuchte das Bischöfliches Gymnasium Petrinum in Linz, anschließend studierte er Literatur- und Theaterwissenschaften in Wien.
Von 1963 bis zu seiner Pensionierung 1999 arbeitete Gaisbauer beim Österreichischen Rundfunk. Nach der ORF-Reform 1966 wurde ihm die Verantwortung für die Jugendsendungen im Rundfunk übertragen. Er war unter anderem für die legendäre „Ö3-Musicbox“ zuständig. 1970 wurde er Leiter der neu gegründeten Abteilung „Gesellschaft, Jugend, Familie“. Gaisbauer gründete 1984 die Biographie-Sendung Menschenbilder. Ab 1989 wurde ihm die Leitung der ORF-Abteilung Religion im Hörfunk übertragen. Gaisbauer schrieb zwei Bücher über Papst Johannes XXIII.

## Werke
- Ein Heiliger kann jeder werden. Lebendig glauben mit Johannes XXIII., Tyrolia-Verlag 2014, ISBN 978-3-7022-3326-6
- Schonungslos zärtlich. Menschen – Bilder – Gedanken, Tyrolia-Verlag 2019, ISBN 978-3-7022-3735-6
- Ruhig und froh lebe ich weiter. Älter werden mit Johannes XXIII. Tyrolia-Verlag, Innsbruck 2011, ISBN 978-3-85351-234-0

Kinder- und Jugendliteratur
- Schlaf jetzt, kleines Kamel. Illustrationen von Renate Habinger, Tyrolia Verlag 2012, ISBN 978-3-7022-3376-1
- Ein Brief für die Welt. Illustrationen von Leonora Leitl, Tyrolia Verlag 2016, ISBN 978-3-7022-3523-9
- Franz Von Assisi. Illustrationen von Birgitta Heiskel, Tyrolia Verlag 2017, ISBN 978-3-7022-3643-4

## Auszeichnungen
- 1986: Andreas-Reischek-Preis
- 1997: Berufstitel Professor
- Katholischer Kinder- und Jugendbuchpreis 2018, Empfehlungsliste für Franz von Assisi (mit Birgitta Heiskel)